# La Cosiata
La Cosiata, también conocida como la Revolución de los Morrocoyes, fue un movimiento político separatista que inició en la ciudad de Valencia, Venezuela, llevado a cabo por el general José Antonio Páez y Miguel Peña Páez el 30 de abril de 1826, con la finalidad de separar a Venezuela de la Gran Colombia.
Originalmente el movimiento iba dirigido a exigir la reforma de la Constitución de Cúcuta y anunciar el rompimiento con las autoridades de Santa Fe de Bogotá, pero con intenciones de seguir bajo la protección del Libertador Simón Bolívar. Otros sin embargo concluyen que estos acontecimientos se veían venir desde el nacimiento de la República de la Gran Colombia, ya que al constituirse la misma se adoptaba un sistema de tipo centralista en manos de las élites políticas y económicas, el sistema de gobierno se había convertido en absolutista, aunado a ello las autoridades venezolanas tenían que estar supeditadas a la decisión del senado de Gran Colombia (Nueva Granada, Venezuela y Ecuador), en Perú y Bolivia se daban noticias sobre nueva constitución de tipo vitalicio y esto no era visto como una buena decisión, varias regiones incluso Venezuela pedían autonomía en decisiones y no se viera en teoría que varios años de lucha independentista y logros de libertad alcanzados en el campo de batalla fueran mal utilizados. Es este el evento el que en definitiva marcará el nacimiento de la República de Venezuela.

## Etimología
Según el historiador José M. Ameliach N. en su artículo «La Cosiata fue el principio del fin» publicado en El Informador de Barquisimeto en enero de 2012, el significado del término «cosiata» se debe a la costumbre de aquel entonces de la población en Venezuela de colocar un determinado nombre a alguna eventualidad política. En aquella época, un comediante italiano había llegado al país, quien usaba el término cosiata en sus presentaciones para referirse a los hechos teatrales sin importancia o significado. Como era una palabra cuyo uso era tendencia, fue empleada por los medios de comunicación escritos para designar a este movimiento político.

## Antecedentes
En 1821 la promulgación de la Constitución de la República de Colombia de 1821 había causado malestar entre los venezolanos desde un primer momento, siendo jurada en Caracas bajo protesta de la Municipalidad. La elección de Francisco de Paula Santander para la Vicepresidencia de la República, la escogencia de un sistema centralista en vez de uno federal y la elección de Bogotá como capital de la recién formada Unión, fueron también puntos de gran discordia ciudadana, percibiéndose que Venezuela que no había sido favorecida con las decisiones tomadas. La constitución central, que no podía ser reformada antes de 10 años, preveía ciertas medidas federales con el paso del tiempo, pero dependía del pueblo de acatar la carta magna y la ley. 

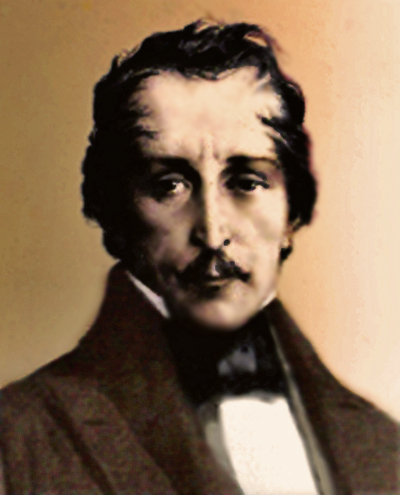
General Francisco de Paula Santander. Boceto de Helen Bedout, 1819.

Motivado por el constante embate de guerrillas realistas, en una Venezuela que transcurría por una plena recuperación de la guerra emancipadora, y por el reinante temor ante de una supuesta "Santa Alianza" entre Francia y España, mediante la cual se estaría formando un poderoso ejército para reconquistar a América, Francisco de Paula Santander decreta el 31 de agosto de 1824 un alistamiento general de todos los ciudadanos entre los 16 y los 50 años en el país y le exige al Departamento de Venezuela un contingente de 50.000 hombres para ser enviados a Bogotá. 
Por su parte, el general José Antonio Páez, quien venía ejerciendo las funciones de comandante general del Departamento de Venezuela (Caracas, Carabobo, Barquisimeto, Barinas y Apure) desde 1822, demoró la ejecución del decreto por casi un año, temeroso no solo de un motín general, sino para así demostrar su desagrado ante las decisiones del gobierno. Posteriormente y debido a las continuas presiones bogotanas decidió acatar el llamado a alistamiento de los venezolanos, que finalmente terminó en un rotundo fracaso por el reclutamiento de sólo a 800 ciudadanos, viéndose entonces obligado a realizar una segunda y tercera convocatoria en colaboración del General de Brigada Juan Escalona (Intendente del Departamento de Venezuela) terminando estos nuevos intentos en sanguinarios disturbios. Al Concejo Municipal de Caracas llegaron reportes de excesos en el reclutamiento, lo que motivó a una acusación que prosperaría en el Senado de Bogotá.
El parte de los hechos la noticia no tardó en llegar a la capital gran-colombiana, enviándose de inmediato la documentación correspondiente para presentar el informe de la situación. El vicepresidente Santander aprovechó la situación para solicitar que el Congreso procediera con mucha prudencia frente a una crisis política que estaba afectando la relación entre Caracas y Bogotá, recurriendo recordar a los diputados la brillante trayectoria del General Páez y la necesidad de contar con su persona si era posible por el bien de la Unión. Páez finalmente es destituido de su puesto de comandante general del Departamento de Venezuela, siendo llamado inmediatamente a Bogotá para enfrentar un juicio, por decisión del Senado del 27 de marzo de 1826.
Es de esta manera como Páez le entrega el mando al general Juan de Escalona, pero Páez era asesorado, por Miguel Peña entre otros, quienes creyeron que su presencia ante el gobierno de Santafé (Bogotá) sería el cadalso, Miguel Peña nombraba hechos de lo ocurrido con el coronel Leonardo Infante, oficial venezolano quien había sido condenado a ser fusilado en marzo de 1825 culpado por el asesinato del teniente Perdomo, pero Miguel Peña al negarse a firmar la sentencia final había sido suspendido de sus funciones por un año desde el día 24 de marzo de 1825. Páez se niega a acatar la orden de trasladarse a Bogotá, residenciándose finalmente en a su casa en la Ciudad de Valencia. Tres meses después surge una revuelta de ciudadanos frente al Concejo Municipal de la localidad, al día siguiente los ediles declaran que ante la alteración del orden público que se estaba produciendo en la provincia era necesario traer de nuevo a Páez a la jefatura del país. Ante tal situación, José Antonio Páez se declara en rebelión.
Bolívar, quien había sido reelegido Presidente y al enterarse de esta situación, salió desde Lima rumbo a Venezuela el 4 de septiembre de 1826, llegando el 12 de septiembre a Guayaquil y el 16 de noviembre a Bogotá, luego toma rumbo a Cartagena y desde allí por mar, arribando a Puerto Cabello el 31 de diciembre, para el 19 de enero de 1827 en la misma ciudad, Bolívar había decretado un manto de olvido sobre las actuaciones de los participantes de "La Cosiata". Bolívar se encontró con Páez, reafirmando su unión libertadora y el Libertador le otorgó una amnistía general y ratifica a José Antonio Páez Herrera como Jefe Civil y Militar del departamento de Venezuela. Sin embargo las divisiones entre líderes venezolanos y neogranadinos se acrecentaron en vista de la demorada a las reformas constitucionales que pedía la ciudadanía, intensificándose en los años posteriores.
Bolívar regresó a Santafé a principios de 1827, encontrando una fuerte resistencia en los medios políticos que se agrupaban alrededor del General Santander. La confianza que el Libertador depositaba en sus más cercanos colaboradores militares, en su mayoría venezolanos e ingleses, y los frecuentes excesos de estos, agregaron un motivo más a las divergencias existentes entre Bolívar y los miembros del Congreso.

## Fundación de la República de Venezuela

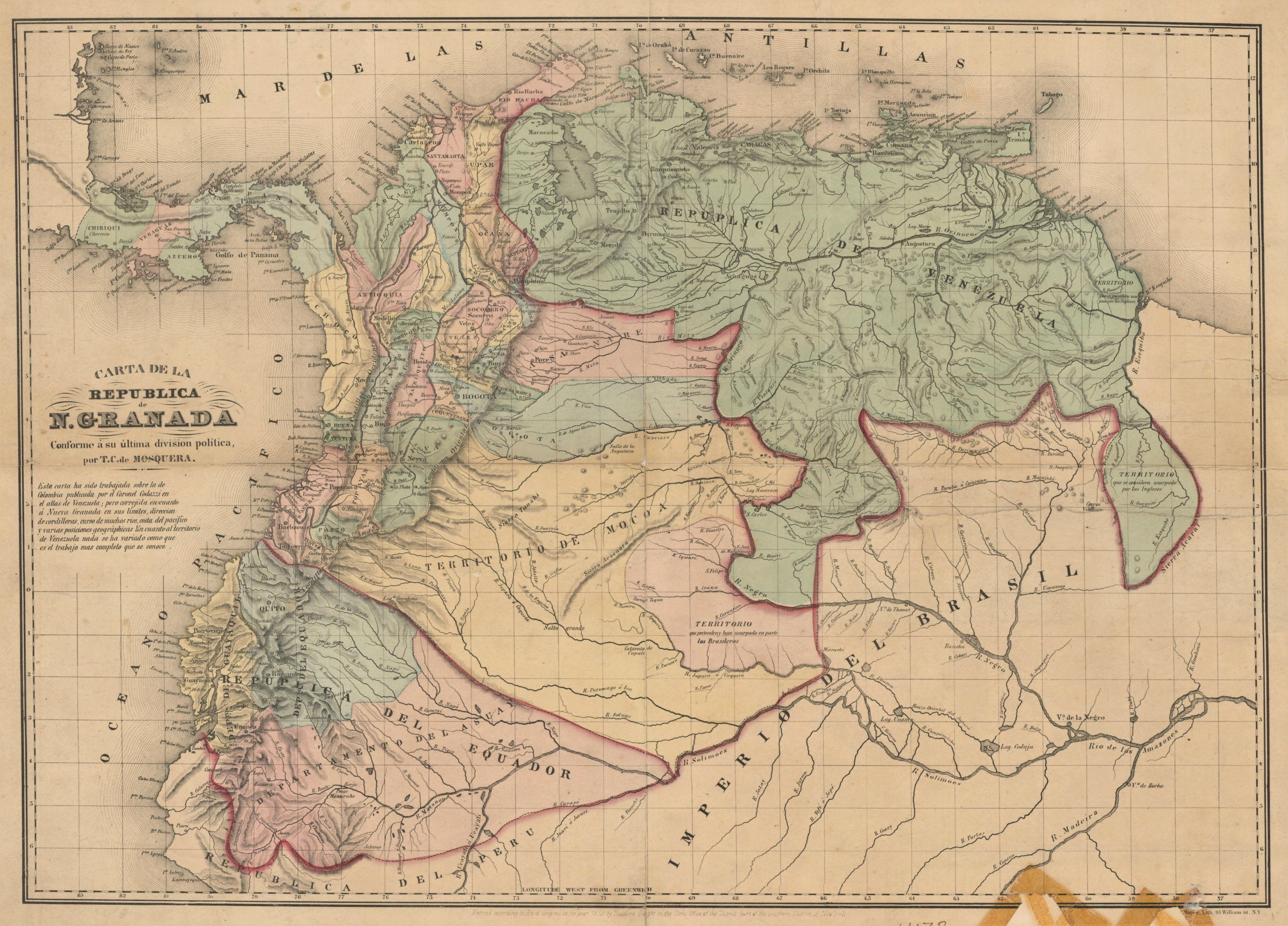
Repúblicas de Venezuela, Nueva Granada y Ecuador, surgidas tras la disolución grancolombiana.

El 2 de abril de 1828, a causa del movimiento iniciado por el General José Antonio Páez y otros que igualmente buscaban la revisión de la Constitución de la Gran Colombia, se realizó lo que se conoce como la Convención de Ocaña con el objetivo de elegir el congreso constituyente que modificaría la Constitución de Cúcuta. Los asistentes a dicha convención fueron diputados de los Departamentos de Colombia, Ecuador, Panamá y Venezuela, estos a su vez se conformaron en dos bandos, los Centralistas encabezados por Simón Bolívar y los Federalistas liderados por Francisco de Paula Santander del lado Colombiano y José Antonio Páez del lado Venezolano, teniendo más adeptos este último grupo.
Bolívar con su ferviente deseo de ver una Gran Colombia unida frente a las agresiones internas y externas, decide hacer imponer su voluntad, estableciendo así una dictadura como último recurso. En agosto de 1828 presenta una nueva Constitución con una marcada tilde centralista y por vez primera un sistema presidencial vitalicio en la que este podía tener la facultad de nombrar su sucesor. Esta fue la chispa final que encendió los ánimos de quienes buscaban la secesión, viendo esa propuesta como un regreso al sistema monárquico del que se habían librado en la Guerra de Independencia contra España; surgen por ello múltiples intentos de asesinar al Libertador.
El 27 de diciembre de 1829 la Asamblea de San Francisco desconoció la autoridad de Bolívar y del Gobierno Colombiano, entregando el poder a Páez quien en un oficio así lo deja saber a Bolívar, el cual fue leído en una convención constitucional reunida en Bogotá para enero de 1830 donde lo insta a aceptar la separación de Venezuela. Dicha convención llamado Congreso Admirable fue convocada por el mismo Libertador con la intención de conciliar las facciones que se habían creado en la República y así evitar la disolución de la Gran Colombia, por lo que al recibir las noticias de Venezuela, solicitó poderes dictatoriales al Congreso para entrevistarse con Páez en Mérida (Venezuela) y remediar la crisis, pero tal permiso le fue denegado, por lo cual Simón Bolívar finalmente renuncia a su posición en ese mismo mes de enero de 1830.
Páez entonces decide formar un Gobierno Provisional al constituirse en Jefe de la Administración y expide un decreto donde convoca a la elección de diputados para un Congreso Constituyente que se reuniría en la ciudad de Valencia el 6 de mayo de 1830, el cual culminó con la creación de la República de Venezuela y el establecimiento de Valencia como capital provisional. La Constitución que debía regir la nueva República de Venezuela fue sancionada el 22 de septiembre de 1830, entrando en vigencia ese mismo mes.
El 24 de marzo de 1831 se practicó el escrutinio legal para elegir al presidente de la República, resultando electo para el primer período constitucional de cuatro años como presidente de la República, el general José Antonio Páez, quien obtuvo 136 votos (86,07 %) de los 158 electores que sufragaron. Al día siguiente, se practicó la votación para elegir al primer Vicepresidente de la República, y como ninguno de los candidatos obtuvo mayoría legal, fue perfeccionada la elección y resultó designado por dos años, el Licenciado Diego Bautista Urbaneja. El 11 de abril de 1831, el general José Antonio Páez prestó juramento legal como Presidente Constitucional de Venezuela; un fragmento de su discurso ese día al tomar posesión del cargo:

La verdad es que se abre entonces uno de los mejores periodos de nuestra historia, y precisamente en lo referente a la organización política y moral de la República. Prudencia, firmeza, probidad, sagaz apreciación de la imposibilidad de separarse por entonces del jefe militar, pero a la vez valeroso propósito de vigilarlo y reducirlo; entusiasmo laborioso y consecuente para trabajar por una administración pública eficaz y equilibrar la libertad y el orden, tales fueron las virtudes de aquella generación, que logró convertir en un movimiento patriótico y legalista la desmembración de Colombia, iniciado bajo tan funestos auspicios ...

El presidente Páez gobernó con una paz relativa durante su período, estando integrado su gobierno en su mayoría por militares de alto rango veteranos de la Guerra de Independencia, logrando en su gestión una leve recuperación de la economía devastada por la guerra, principalmente por la promulgación de la Ley de Libertad de Contratos de 1834 y las exportaciones de café. Sin duda alguna, bajo su dirección se constituyó la República naciendo bajo el mando del Partido Conservador. 
Sin embargo hubo que hacer frente a varias revoluciones, como la encabezada en Barcelona y Cumaná por el general José Tadeo Monagas, la Revolución Pro-Monárquica de José Dionisio Cisneros y Pro-Colombiana de Cayetano Gabante ambas en el Guárico durante 1834. Junto a esto hizo frente a serias dificultades de orden religioso, con el Arzobispo de Caracas, Doctor Ramón Ignacio Méndez, y político, auspiciadas por militares descontentos por no intervenir directamente en la administración pública, otros por grupos civiles y miembros de la comunidad universitaria que apoyaban la candidatura civilista del médico José María Vargas a pesar de la renuencia de este a aceptar su postulación. Finalmente en 1835 José Antonio Páez delegó el poder en manos de José María Vargas, el primer civil en dirigir el país.